# Teresa Idel
Teresa Iquino Parra (Valencia, 14 de mayo de 1883 - Barcelona, 4 de noviembre de 1969) fue una actriz española.

## Biografía
Teresa Idel, nació en 1883 en Valencia. Siendo hija de Félix Iquino y de María Teresa Parra Mediamarca. Debuta en la escena en 1907, en Burriana, actuando en un teatro de verano, en la compañía del actor Leopoldo Gil, en donde es primera tiple, junto a otras valencianas, Vicenta Bonastre y la tiple cómica Amparo Bori. De aquí, pasaría ese mismo año, al inicio de la temporada teatral, a la compañía del actor Patricio León, que actúa en el teatro Ruzafa.
Contrajo matrimonio con el director de orquesta Ramón Ferrés Musolas con el que procreó dos hijos, Ignacio y Teresa. 
Teresa murió el 4 de noviembre de 1969, en Barcelona, siendo enterrada, en el Cementerio de Montjuïc.

## Filmografía parcial
- Alma de Dios (1941)
- El difunto es un vivo (1941)
- Boda accidentada (1942)
- Un enredo de familia (1943)
- Una sombra en la ventana (1944)
- El obstáculo (1945)
- Aquel viejo molino (1946)